# Malé Zálužie
Malé Zálužie – wieś i gmina (obec) w powiecie Nitra, w kraju nitrzańskim na Słowacji. Znajduje się na Nizinie Naddunajskiej w kierunku na północ od miasta Nitra. Położona jest nad Radošinką. Przez miejscowość przebiega droga nr 1.